# Hyposoter galvestonensis
Hyposoter galvestonensis là một loài tò vò trong họ Ichneumonidae.